# A menekültek helyzetére vonatkozó egyezmény
A menekültek helyzetére vonatkozó egyezmény (1951-es menekültügyi egyezmény, 1951. évi genfi konvenció) a menekültügy legfontosabb nemzetközi dokumentuma. Az egyezmény a menekültek életének minden főbb részletére kiterjed: meghatározza azokat a szempontokat, amelyek alapján valaki menekültnek minősül, valamint felsorolja, hogy az egyezményt aláíró államokban milyen jogi védelem, támogatás és szociális jogok illetik meg a menekülteket. A dokumentum egyértelműen kijelenti, hogy a menekültek nem küldhetők vissza olyan országba, ahol üldöztetésnek lehetnek kitéve. A konvenció meghatározza a menekültek kötelezettségeit a befogadó állammal szemben, és leszögezi, hogy kik nem kaphatnak menekültstátuszt (például háborús bűnösök).
Az egyezménynek nem célja a migráció okainak kezelése, nem foglalkozik az emberi jogok megsértésével, illetve politikai és fegyveres konfliktusokkal az érintett országokban. A dokumentum e problémák következményeinek enyhítését célozza azzal, hogy az áldozatoknak nemzetközi védelmet és az új életük felépítéséhez támogatást nyújt.

## Története
Az ENSZ elődje, a Nemzetek Szövetsége a 20. század elején kezdte el menekültek védelmét célzó nemzetközi törvények, egyezmények és irányelvek kidolgozásának folyamatát. Ennek eredményeképpen 1951. július 28-án fogadták el a menekültek jogállásáról szóló egyezményt Genfben, egy különleges ENSZ-konferencián.
Az elfogadott egyezmény leginkább a második világháborús menekültek védelmével foglalkozott. 1967-ben egy kiegészítő jegyzőkönyvvel terjesztették ki az egyezmény hatókörét és törölték a benne foglalt földrajzi és időbeli korlátozásokat. A konvenció azóta számít általános joganyagnak.

## Az egyezmény főbb rendelkezései

### A menekült fogalma
A dokumentum értelmében menekültnek minősül mindenki, aki faji, vallási okok, nemzeti hovatartozása, illetve meghatározott társadalmi csoporthoz való tartozása, avagy politikai meggyőződése miatti üldözéstől való megalapozott félelme miatt az állampolgársága szerinti országon kívül tartózkodik, és nem tudja, vagy az üldözéstől való félelmében nem kívánja annak az országnak a védelmét igénybe venni; vagy aki állampolgársággal nem rendelkezve és korábbi szokásos tartózkodási helyén kívül tartózkodva ilyen események következtében nem tud, vagy az üldözéstől való félelmében nem akar oda visszatérni.
Az egyezmény előírásai nem alkalmazhatók olyan személyre, akiről alapos okkal feltételezhető, hogy
- béke elleni, háborús-, vagy emberiség elleni, az ilyen bűncselekményekről rendelkező nemzetközi okmányokban meghatározott bűncselekményt követett el;
- a menedéket nyújtó országon kívül, az országba menekültként történő befogadását megelőzően súlyos, nem politikai bűncselekményt követett el;
- az Egyesült Nemzetek céljaiba és elveibe ütköző cselekményekben bűnös.

### A menekültek jogai és kötelezettségei
Minden menekültnek kötelezettségei vannak azzal az országgal szemben, ahol tartózkodik, különösképpen az, hogy magát az ország törvényeinek és szabályainak, valamint a közrend fenntartása érdekében hozott intézkedéseknek alávesse. A menekült személyi állapotára nézve az állandó lakóhelye szerinti ország joga az irányadó, ha ilyen nincs, akkor pedig a tartózkodási hely szerinti ország joga. A menekült szabadon fordulhat a bíróságokhoz és az állampolgárokkal azonos elbánást élvez az igazságszolgáltatás tekintetében, ideértve a jogsegélyt és perköltségbiztosíték alóli mentességet is.
A befogadó államnak a területén jogszerűen tartózkodó menekültek részére munkavállalás tekintetében ugyanazt a legkedvezőbb elbánást kell biztosítani, mint amit azonos körülmények között egy idegen ország állampolgárainak biztosítana. A hazai munkaerőpiac védelmét szolgáló megszorító intézkedések nem alkalmazhatók azzal a menekülttel szemben, aki
- legalább 3 éve tartózkodik az országban;
- házastársa a tartózkodási helye szerinti ország állampolgára;
- olyan gyermeke vagy gyermekei vannak, akik a tartózkodási hely szerinti ország állampolgárai.

Az alapfokú oktatás, valamint állami segélyek és támogatások tekintetében az állampolgárokkal azonos elbánást kell biztosítani a menekültek részére. A menedéket nyújtó állam személyi okmányt állít ki az érvényes útiokmánnyal nem rendelkező menekültek részére és biztosítja a mozgásszabadságot a területén jogszerűen tartózkodó menekülteknek.

### A menedéket nyújtó ország területén jogtalanul tartózkodó menekültek
A menedéket nyújtó állam az országba való jogellenes belépésük, vagy tartózkodásuk miatt nem sújthatja büntetéssel azokat a menekülteket, akik közvetlenül olyan területről érkeztek, ahol életük, vagy szabadságuk veszélyeztetve volt, és akik engedély nélkül lépnek be területére, illetőleg tartózkodnak ott, feltéve, hogy haladéktalanul jelentkeznek a hatóságoknál és kellőképpen megindokolják jogellenes belépésüket, illetőleg jelenlétüket.
A menedéket nyújtó állam nem korlátozhatja az ilyen menekültek mozgási szabadságát a szükséges mértéket meghaladóan és ilyen korlátozásokat csak addig alkalmazhat, amíg jogi helyzetük az illető országban rendezést nem nyert, illetőleg más országba nem nyernek bebocsátást. Az ilyen menekültek számára megfelelő határidőt kell engedélyezni, illetőleg a szükséges támogatást meg kell adni ahhoz, hogy más országba bebocsátást nyerjenek.

### Kiutasítás
Az egyezményt aláíró államok nem utasítják ki a területükön jogszerűen tartózkodó menekülteket, kivéve állambiztonsági vagy közrendi okok alapján. Az ilyen menekült kiutasítása csak megfelelő jogi eljárás során hozott határozat alapján történhet. Hacsak állambiztonsági szempontok ezt ki nem zárják, a menekültnek meg kell engedni, hogy bizonyítékot szolgáltasson saját maga tisztázása céljából, illetőleg, hogy az illetékes hatósághoz, vagy az illetékes hatóság által kijelölt személyhez, vagy személyekhez fellebbezzen és ott megfelelően képviseltesse magát.
Nem szabad kiutasítani vagy visszaküldeni („refoulement”) a menekültet azon ország területének határára, ahol élete vagy szabadsága faji, vallási okokból, nemzeti hovatartozása miatt, vagy abból az okból van veszélyeztetve, hogy bizonyos társadalmi csoporthoz tartozik, vagy bizonyos politikai véleményt vall. Ez a kedvezmény azonban nem illeti meg azt a menekültet, akiről alaposan feltehető, hogy veszélyezteti annak az országnak biztonságát, amelynek területén van, vagy aki, mivel különösen súlyos bűncselekményért jogerősen elítélték, veszélyt jelent az illető ország lakosságára nézve.

## Az egyezmény Magyarországon
Magyarországon a menekültkérdés 1988–89-ben vált jelentőssé, amikor a Ceausescu-féle diktatúra elől több tízezer magyar nemzetiségű román állampolgár jött át az anyaországba. A Németh-kormány egyfelől támogatni akarta a menekülteket, másfelől nem akart konfrontációba kerülni a Varsói Szerződés országaival, ezért Magyarország 1989. március 1-jén a szocialista országok közül elsőként csatlakozott az 1951-es genfi egyezményhez (az Európán kívüli területek menekültjeit kizáró földrajzi korlátozás fenntartásával). A korlátozás feloldása 1997-ben történt a menedékjogi törvény megváltoztatásával egyidejűleg.